# أوكينوتوريشيما
أوكينوتوريشيما هي عبارة عن شعاب مرجانية بها صخرتان وهياكل أسمنتية قامت اليابان ببنائها على الشعب المرجانية.